# Medisave
Медисэйв (англ. Medisave) — обязательная программа сбережений в Сингапуре на государственный медицинский счёт. Введена в апреле 1984 года. Эта программа дает возможность населению откладывать часть своих доходов на случай госпитализации себя или ближайших родственников, операций и некоторых видов амбулаторного лечения.
По требованиям программы, сингапурские работники вносят 6,5-9,0 % (в зависимости от возрастной группы) от месячной зарплаты на личный счет «Медисэйв». Эти сбережения можно использовать для оплаты больничных счетов, как личных, так и ближайших членов семьи.